# Monky
Monky är en svensk långfilm som hade premiär julveckan år 2017. Filmen bygger på ett originalmanus av Anders Weidemann och regisserades av Maria Blom. 
Monky har visats i SVT, bland annat i april 2020 och i augusti 2020.

## Handling
Filmen handlar om barnet Saga som är döende och som efter att ha dött kommer tillbaka som en apa, eftersom hon gillade apor.

## Rollista
- Julius Jimenez Hugoson – Frank
- Frida Hallgren – mamma
- Johan Petersson – pappa
- Matilda Forss Lindström – Saga
- Nina Åkerlund – Monky / skötare
- Ing-Marie Carlsson – mormor
- Sofia Bach – fru Axelsson
- Shebly Niavarani – Axelsson
- Manfred Knapp – Rasmus
- Bianca Kronlöf – Shirin
- Tomas Åhnstrand – Hasse
- Sofie Gällerspång – fru Möllerström
- Bjanka Spasic – Alia
- Eric Ericson – Georg
- Arman Fanni – idrottslärare
- Tove Wirén – lärare
- Ester Hansson Collin – kompis
- Anders Sanzén – djurparkschef
- Nikola Marjanovic Cvijic – kompis
- Ellie Nygårds Blom – Monkyljud

## Produktion
Förutom handlingens centralfigur så är resten av filmen inspelad med konventionella medel. I de scener där figuren interagerar på nära håll med människor så repeterades dessa tagningar först mot en mimare; därefter en docka för att slutligen spelas in då aktörerna riktade sig mot en på så sätt inövad men ickeexisterande "motspelare".
Budgeten för datoranimationen innebar ett nytt svenskt rekord både för datoranimation och kostnaden för en enskild rollfigur.